# Élections législatives russes de janvier 1907

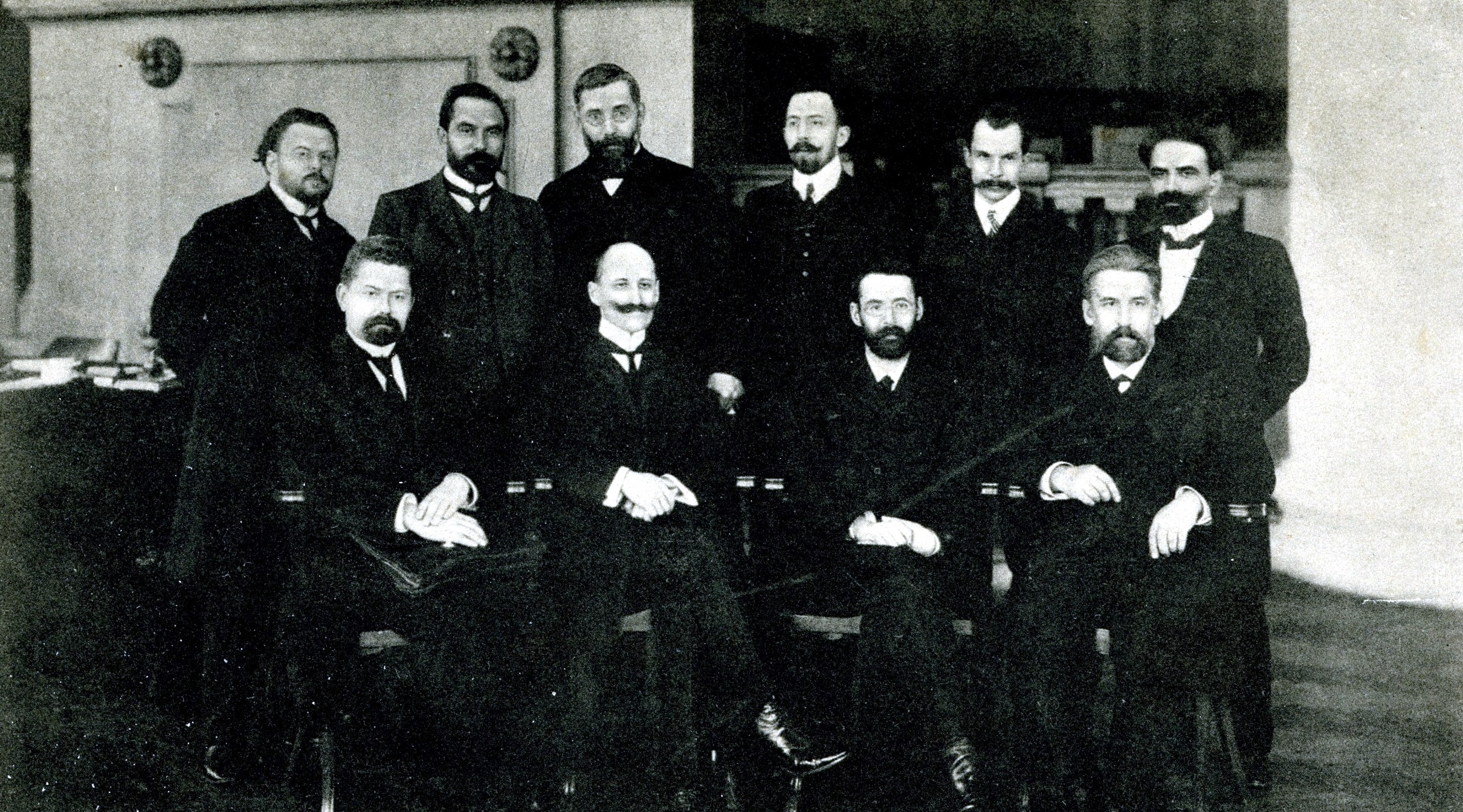
Présidium du deuxième Douma en 1907, Golovine, Berezine, Tchelkonov.

Les élections législatives russes ont lieu entre janvier et mars 1907 dans le but d'élire la deuxième Douma.
| Parti                      | Sièges |
| -------------------------- | ------ |
| Trudoviks                  | 104    |
| Parti KD                   | 98     |
| Nationalistes/Autonomistes | 76     |
| Bolcheviks et Mencheviks   | 65     |
| Parti SR                   | 37     |
| Octobristes                | 32     |
| Conservateurs              | 22     |
| Cosaques                   | 17     |
| Socialistes populaires     | 16     |
| Parti réformiste-démocrate | 1      |
| Indépendants               | 50     |
| Total                      | 518    |

Présidnet : 
Deuxième Douma : Fiodor Golovine (Parti constitutionnel démocratique) ; vice-présidents :
- N.N. Podznansky (Gauche) 1907.
- M.E. Berezik (Troudovik) 1907.